# 中村藤吉
中村 藤吉（なかむら とうきち、1887年〈明治20年〉8月29日 - 1971年〈昭和46年〉7月31日）は、日本の剣道家。範士7段。戦前に海外での剣道普及に努めた。また、日本に帰ってからは杉並に大義塾道場を開き、多くの剣道家を育てた。全日本剣道選手権第3回・7回優勝者の中村太郎の父。

## 年譜
- 福岡県浮羽郡田主丸町に旧久留米藩士族・中村半三郎の長男として生れる。
- 明治36年、実家の油小売業が倒産、両親は朝鮮・京城へ出稼ぎに出る。その間、士族仲間・吉瀬善五郎へ引き取られ、津田一伝流を学ぶ。(同門の先輩に後の範士十段・中野宗助がいる。)
- 明治39年、津田一伝流免許皆伝。同年、両親の元へ渡鮮。
- 大正4年、帰国して京都武術専門学校講習科入学。翌年修了、三段授受。中野宗助らと山形武徳会支部へ奉職。
- 大正10年、京城へ戻り、日本人学校・警察・憲兵らに剣道を教える。
- 昭和3年、朝鮮・龍山武徳殿を開く。
- 昭和4年、武徳殿建設資金を稼ぐ為にハワイ、及び北米各地にて剣道教授。
- 昭和5年、北米武徳会結成。昭和7年、帰鮮。剣道教士授受。
- 昭和12年に帰国し、帰国子女のための訓練機関として｢北米武徳会大義塾道場皇道学園｣を創立。
- 昭和20年、敗戦により｢皇道学園｣は廃校となり、GHQに接収される。長男・太郎の結婚を機に牛乳販売を始める。
- 昭和24年、牛小屋を道場に改造し、剣道を再開する。
- 昭和27年、GHQより道場返還。
- 昭和34年、稽古中に脳内出血で倒れ、以降再起不能になった。
- 昭和46年、没。